# Donje Babine (Bośnia i Hercegowina)
Donje Babine (cyr. Доње Бабине) – wieś w Bośni i Hercegowinie, w Republice Serbskiej, w mieście Sarajewo Wschodnie, w gminie Sokolac. W 2013 roku liczyła 24 mieszkańców.